# Clytra atraphaxidis
Clytra atraphaxidis é uma espécie de insetos coleópteros polífagos pertencente à família Chrysomelidae.
A autoridade científica da espécie é Pallas, tendo sido descrita no ano de 1773.
Trata-se de uma espécie presente no território português.